# Palača Poppelsdorf
Palača Poppelsdorf (nemško: Poppelsdorfer Schloss) je baročna zgradba v okrožju Poppelsdorf mesta Bonn, v Nemčiji, ki je del Univerze v Bonnu.

## Oblika in konstrukcija
Zasnova nove strukture za zamenjavo starega uničenega gradu Poppelsdorf se je začela leta 1715 na zahtevo lastnika, Josepha Clemensa, knezoškofa Kölna, z njo se je ukvarjal francoski arhitekt Robert de Cotte. Clemens je želel maison de plaisance, da bi bil v bližini njegove predelane palače v Bonn. Med njima je bil kanal, po zgledu palače v Versaillesu in Trianon de Marbre. 
De Cotte sam nikoli ni potoval v Bonn da bi videl lokacijo in 24. maja 1715 mu je Clemens napisal: »Dobil sem svoj projekt za moj Maison de Poppelsdorf, kar me veseli, neskončno, in vem, da ni nič lepšega ali bolje zamišljenega, vendar smo morali zdaj preučiti mesto, na katerem bo treba to graditi.« 
Ne obstaja načrt za prvi projekt De Cotteja, vendar pisma in nadaljnji načrti kažejo, da je bil kvadrat z dvema osema simetrično pravokotno drug na drugega. Sestavljen iz štirih dvonadstropnih kril, obdan s krožnim notranjim dvoriščem z arkadnimi galerijami na njenem obodu. Clemens je ocenil načrt za preveč ambiciozen in prosil pomočnika de Cotteja v Bonnu, Benoît de Fortier, za spremembo načrta, zmanjšanje treh krila za eno etažo, obenem pa pustil vrtno krilo z dvema. Clemens je pisal de Cotteju. »Sem spoznal, da bi bilo povsem nesmiselno postaviti tako veliko stavbo na tem mestu, ki je le streljaj iz mesta ... Večina mojega spremstva se vrne v mesto ponoči, in jaz obdržim v bližini le nujno potrebne, da mi služijo.« 
Obstoječ načrt kaže trg z vhodno vežo s 16 stebri: štiri prosto stoječi in preostanek ob stenah. Preddverje vodi v krožno galerijo, na nasprotni strani so vrata, ki vodijo v glavni kupolasti salon na vrtu spredaj. Na levo od salona je knezoškofovo stanovanje urejeno kot enfilade (velika dvorana, sprejemnica, spalnica in kabinet). Na desni strani salona je jedilnica. Kapela se nahaja v središču desnega krila, medtem ko je desni sprednji kvadrant s kuhinjo in hišnikom in levi sprednji kvadrant so hlevi. Manjše sobe, stopnišče ter WC zasedajo kote med krožno galerijo in glavnimi prostori na vrtni strani, ustrezni prostori na vhodni strani zagotavljajo dvorišča za kuhinje in hleve.
Modeli za tovrsten načrt podeželske hiše z notranjim krožnim dvoriščem so Villa Madama, Rim (začeta c. 1516) in Villa Farnese, Caprarola (začeta 1559). Delo se je ustavilo po Clemensovi smrti leta 1723, vendar je njegov nečak in naslednik, nadškof Clemens Avgust izvedel nadaljevanje gradnje v 1745-1746.

## Palača v pruskih časih
Pod vladavino Prusije 1818 je palača in sosednji park pripadel Univerzi. Istega leta je bil park preoblikovan v botanični vrt, enajst rastlinjakov s približno 8000 različnimi rastlinami danes obsega 6,5 hektarjev. Leta 1863 je znan kemik A. W. Hofmann pozval Bonn da bi omogočil palačo Poppelsdorf pretvoriti v kemijski inštitut.  Hofmann namesto tega leta 1864 obnovil Friedrich-Wilhelms-Universität Berlin.
Rastlinjaki v Botaničnem vrtu so bili v zimi 1944-45 močno poškodovani, približno dve tretjini palače je bilo v bombardiranju Bonn februarja 1945 porušeno. Celoten zahodni del kapele do jamske dvorane iz leta 1756, ki je bila skoraj sto let razstavni prostor mineraloškega muzeja je bila uničena. Samo severni stolp je ostal nepoškodovan. Obnova se je začela v poznem poletju 1949 pod vodstvom Bernharda Gelderbloma. 

## Današnja uporaba
Danes je v palači obnovljen mineraloški muzej Univerze v Bonnu in različni znanstveni objekti, kot so deli Steinmannov Inštituta za geologijo, mineralogijo in paleontologijo, Inštitut za zoologijo in Inštitut za molekularno fiziologijo in razvojno biologijo. Na dvorišču palače Poppelsdorf se poleti odvijajo koncerti.